# Rhaphipodus sarasinorum
Rhaphipodus sarasinorum är en skalbaggsart som beskrevs av Auguste Lameere 1912. Rhaphipodus sarasinorum ingår i släktet Rhaphipodus och familjen långhorningar. Inga underarter finns listade i Catalogue of Life.